# Muhammad Jamal al-Din Mukhtar
Muhammad Jamal al-Din Saad Allah Mukhtar, também conhecido como Gamal Mokhtar (Alexandria ,14 de julho de 1918 - 1998), foi um escritor e acadêmico egípcio.

## Educação
Obteve o título de Bacharel em Artes pelo Departamento de Geografia da Universidade do Cairo em 1939, um diploma pelo Instituto de Arqueologia da Faculdade de Artes da Universidade do Cairo em 1943 e um diploma pelo Instituto Superior de Educação em 1940. 
Mukhtar obteve o título de Doutor em Arqueologia e História Antiga pela Universidade Ain Shams em 1957. 

## Vida profissional
Academicamente, começou como professor no Instituto Superior de Educação de Alexandria, depois como professor assistente no Teachers College do Cairo. 
Posteriormente foi nomeado professor na Faculdade de Artes da Universidade do Cairo, depois professor na Universidade de Helwan e professor de história faraônica em 1968.
Finalmente, é nomeado professor na Universidade de Riade entre 1977 e 1983.
No campo das antiguidades, chefiou o departamento científico do Centro de Registro de Antiguidades e ocupou o cargo de Diretor Geral da Autoridade de Antiguidades entre 1967 e 1968, antes de assumir o cargo de Subsecretário do Ministério de Assuntos de Antiguidades no Ministério da Cultura entre 1968 e 1973. 
Pelo Decreto Presidencial nº 948 de 1973 emitido pelo Presidente Mohamed Anwar El-Sadat, Mukhtar foi nomeado chefe da Autoridade Egípcia de Antiguidades com o posto de Primeiro Subsecretário entre 1973 e 1977. 

### Obras
É autor de inúmeros livros, artigos científicos e outras produções em árabe, inglês e francês. Também traduziu diversos livros para o árabe, incluindo:
- O Papel Político das Rainhas no Antigo Egito, Dar Shabab Al-Jami'a[5]
- Civilização Antiga na República Árabe Unida e no Mundo Árabe, 1970[6]
- Estudos em História Árabe, Dar Al-Nahda Al-Arabiya, 1976[7]
- História do Egito e do Mundo Antigo, Ministério da Educação, 1976[8]
- Civilização Egípcia na Era Faraônica, Dar Al-Gomhoria para Impressão (Coautor)[9]
- História da Civilização Egípcia: Volume Um - A Era Faraônica, Ministério da Cultura e Orientação Nacional (Damasco) e a Biblioteca do Renascimento Egípcio (Coautor)[10][11]
- História da Educação no Egito, Volume 1, Egyptian General Book Organization, 1974 (Coautor)[12]
- História da Educação no Egito, Volume 2, Egyptian General Book Organization, 1974 (Coautor)[13]
- Dança Egípcia Antiga, Ministério da Cultura e National Guidance (Damasco), 1961 (Tradutor)[14]
- The Buried Pyramid, Dar Misr para Impressão, 1961[15]
- Egyptian Antiquities in the Nile Valley: A Brief Descriptive Book, Dar Al-Karnak para Publicação, Impressão e Distribuição, 1963[16]
- Egyptian Antiquities in the Nile Valley: A Brief Descriptive Book, Fundação Sejel Al-Arab, 1967[17]
- The Egyptian Military Institution in the Age of Empire: 1570 a.C.-1087 a.C., Egyptian Antiquities Authority, 1985[18]
- Ancient Near Eastern Texts Related to the Old Testament 1, Egyptian Antiquities Authority, 1987[19]
- The Beautiful Nefertiti Who Ruled Egypt Under Monotheism, Dar Al-Masryia Al-Lubnaniyya, 1991[20][21]
- Os Oásis do Egito, Autoridade de Antiguidades Egípcias, 1993[22]
- Os Obeliscos do Egito: Arranha-céus do Passado, Conselho Supremo de Antiguidades, 1994[23]
- Egito Antigo: Estudos em História e Arqueologia, Dar Al-Masryia Al-Lubnaniyya Egípcio-Libanês, 1997[24][25]

## Prêmios e condecorações
- Doutorado Honorário da Universidade Sotelier, França
- Beguin de Monde, Oficial do Governo Francês
- Beguin de Monde, Comandante do governo francês
- Ordem de Mérito, Comandante, do Governo Alemão
- Ordem de Mérito, Comendador, do Governo Italiano
- Ordem do Mérito, Comendador, do Governo de Colônia
- Ordem da Cultura do Governo Francês
- Ordem das Ciências (Universidades) do Governo da França
- Prêmio Estadual de Apreciação em Ciências Sociais do Conselho Supremo de Cultura, 1984[26]